# Pye Ltd
Pye Ltd, zuvor W G Pye Ltd, später Pye Radio Ltd und danach Pye Telecom, war von 1896 bis 1988 ein britisches Unternehmen mit Sitz in Cambridge zur Herstellung zunächst von feinmechanischen wissenschaftlichen Messinstrumenten und später auch von elektronischen Erzeugnissen.
Benannt war die Firma nach ihrem Gründer, William George Pye (1869–1949), der am Cavendish-Laboratorium der Universität Cambridge mitgearbeitet hatte.

## Geschichte

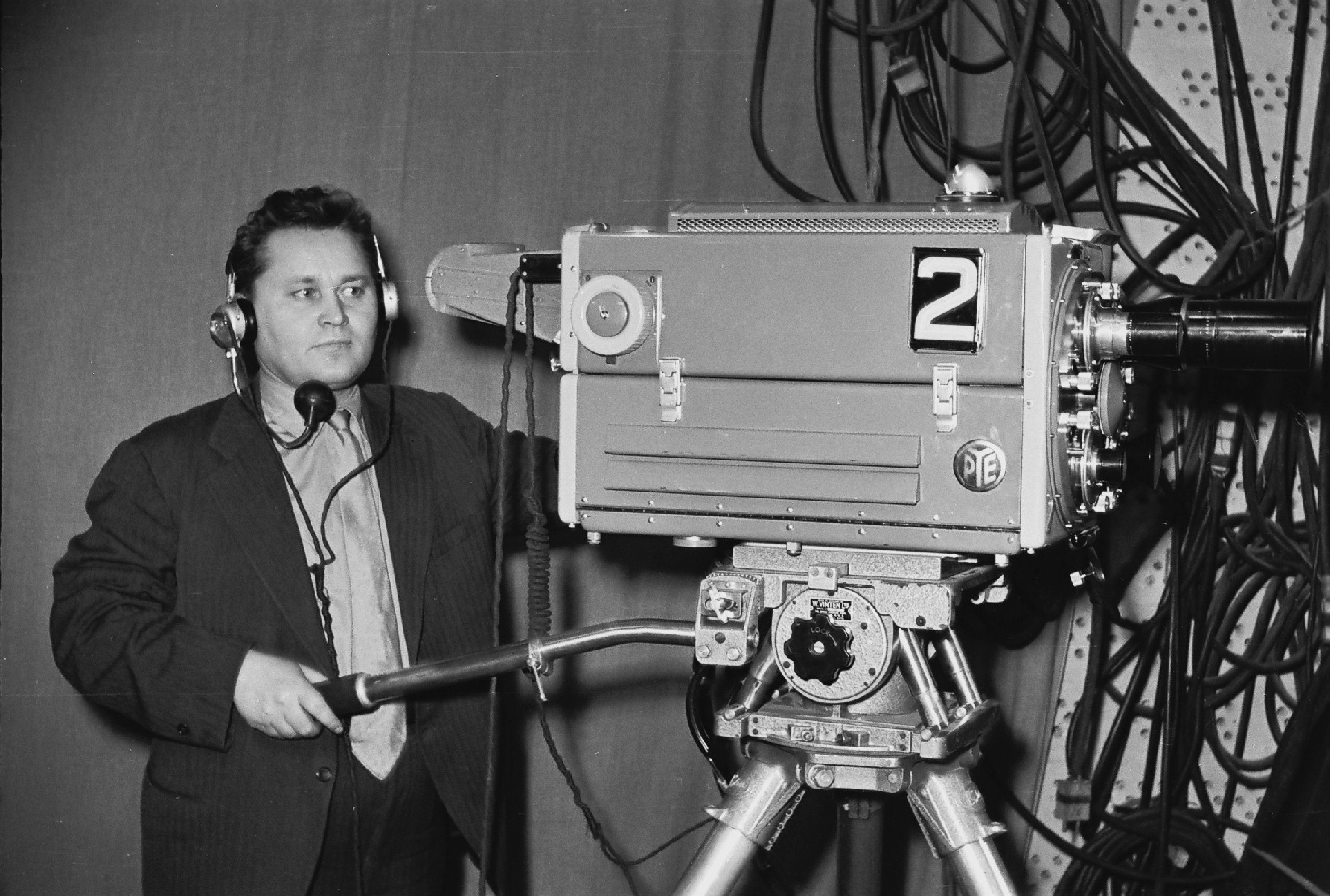
PYE-Fernsehkamera im Einsatz (1960)

William Pye hatte zuvor die feinmechanische Werkstatt am Cavendish-Laboratorium geleitet, als er sich entschloss, einen Einmannbetrieb zur Herstellung wissenschaftlicher Messinstrumente im Jahr 1896 zu gründen, den er W G Pye nannte. Das junge Unternehmen entwickelte sich prächtig, obwohl er es zunächst nur nebenberuflich in einer Gartenlaube in der Humberstone Road 19 ausübte, und er seine Anstellung am Cavendish Laboratory zunächst beibehielt. Im Jahr 1897 verlegte er das Unternehmen in die St Andrews Street 30 und im folgenden Jahr schloss sich ihm sein Vater, William Thomas Pye (* 1847), als Geschäftspartner an. Schließlich im Jahr 1899 verließ William Pye das Cavendish-Laboratorium und verlegte den Firmensitz in die Mill Lane. Im Jahr 1913 hatte seine Firma bereits 40 Mitarbeiter, nun mit Sitz Ecke Cam Road und Haig Road, und stellte Laborgeräte für Studenten und Mitarbeiter der Universität her.
Im Jahr 1925 erweiterte Pye Ltd seine Produktpalette auf die damals brandneue und hochmoderne Hörfunktechnik. Zwei Jahre später, 1927, wurden das neue Geschäftsfeld Radio vom traditionellen Instrumentengeschäft separiert. Und im Jahr 1935 kam darüber hinaus die Fernsehempfangtechnik hinzu. Im Jahr 1936 zog sich William Pye aus der Firmenleitung zurück und übertrug die Geschäfte seinem jüngsten Sohn Harold Pye (1901–1986).
Während des Zweiten Weltkriegs (1939–1945) kam der Pye Radio Ltd eine wichtige Rolle bei der Entwicklung und Fertigung von Boden- und Luft-Radargeräten für die Royal Air Force zu sowie für Funkgeräte für die britische Armee. Gegen Ende des Krieges arbeiteten in ganz East Anglia etwa 14.000 Menschen für das Unternehmen.
In der Nachkriegszeit profitierte die Firma vom erworbenen Wissen und den gesammelten Erfahrungen der Belegschaft und florierte weiter. Neue Marken wurden erschaffen, wie beispielsweise im Jahr 1959 speziell für den Schallplattenmarkt das Label Pye Records, und die Unternehmensgruppe expandierte durch Zukäufe anderer Firmen. Dazu gehörte beispielsweise die ebenfalls traditionsreiche britische Elektronikfirma EKCO im Jahr 1960. Zu dieser Zeit umfasste die Pye Group bereits etwa sechzig britische Unternehmen und verfügte über zwanzig Auslandsniederlassungen. Seinen Hauptsitz beließ Pye jedoch weiterhin am ursprünglichen Standort in Cambridge.
Im Jahr 1967 wurde Pye von Philips übernommen.